# Anicetus
Pour les articles homonymes, voir Anicet.
Anicetus est le meneur d’un soulèvement contre l’autorité romaine en 69.
Ancien affranchi du roi Polémon II du Pont, Anicetus commande la flotte royale jusqu’à ce que le royaume du Pont devienne une province romaine sous l’empereur Néron en 63. Au cours de la guerre civile qui suit la mort de Néron, Anicetus s’allie avec Vitellius et prend la tête d’un soulèvement général contre Vespasien dans le Pont et la Colchide. Les rebelles détruisent la flotte romaine au cours d’une attaque surprise sur la ville de Trabzon et se tournent ensuite vers la piraterie en utilisant des bateaux connus sous le nom de camarae.
La révolte est toutefois matée par les renforts romains sous le commandement de Virdius Geminus, un lieutenant de Vespasien. Rattrapé à l’embouchure de la rivière Cohibus (aujourd’hui connue sous le nom de Khobi, en Mingrélie, Géorgie), Anicetus est livré aux Romains par les tribus locales puis exécuté.

## Sources
- (en) Cet article est partiellement ou en totalité issu de l’article de Wikipédia en anglais intitulé « Anicetus (pirate) » (voir la liste des auteurs).